# 十二羰基三铁

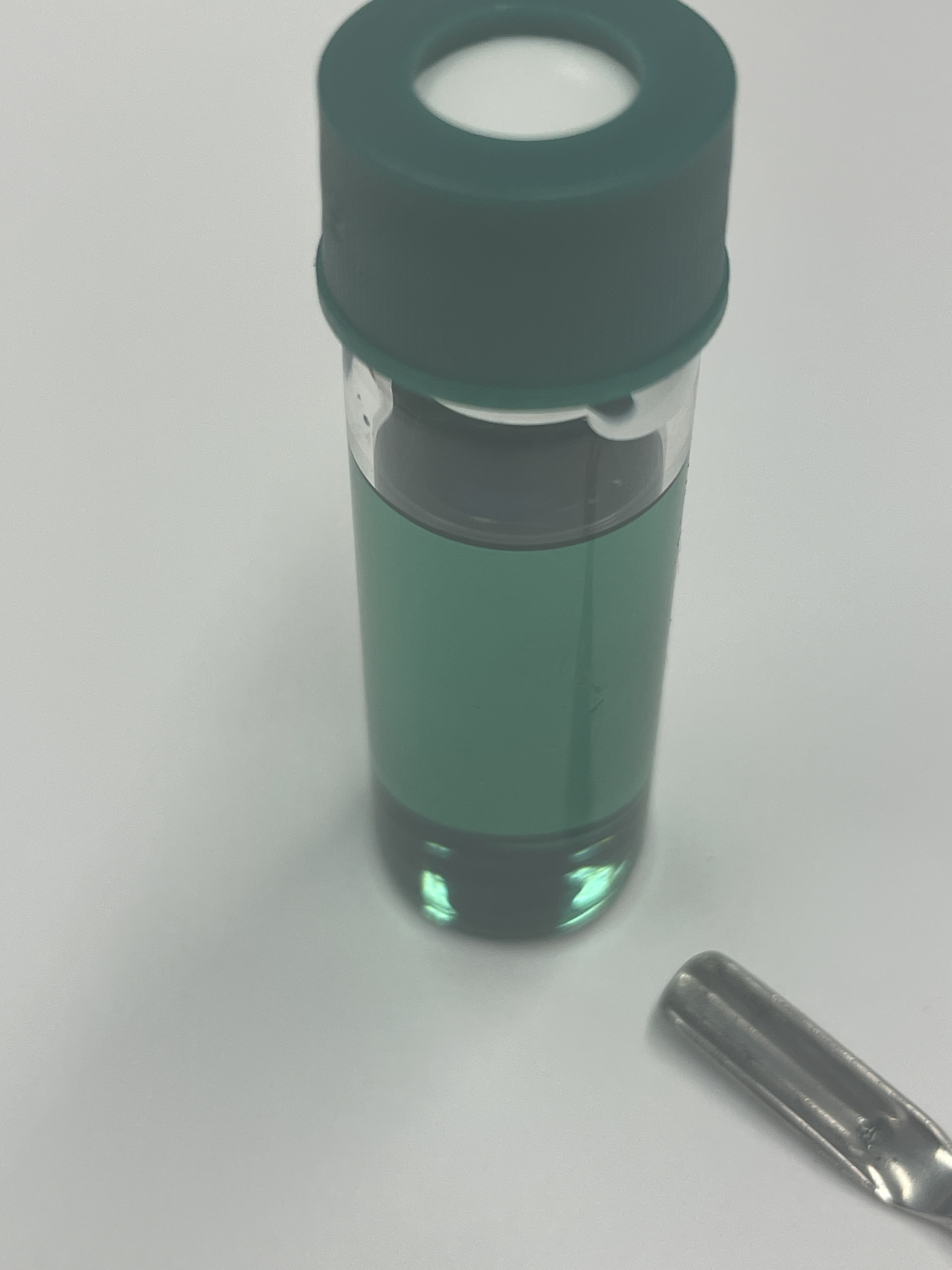
十二羰基三铁的均三甲苯溶液。

十二羰基三铁 (英語：Triiron dodecacarbonyl)，分子式为Fe3(CO)12。它是第一种人工合成的金属-羰基簇合物。相比五羰基铁的化学性质更活泼，更易于分解为单质铁。

## 性质
十二羰基三铁为墨绿色晶体，真空下发生升华同时伴随明显的分解。溶于非极性溶剂形成深绿色溶液，在空气气氛下加热溶液会使十二羰基三铁分解形成铁镜同时溶液发生自燃。十二羰基铁的固体在空气中会缓慢分解，因此通常将其保存在低温惰性的气氛中。

## 合成方法
一种不常用的合成方法是可以通过五羰基铁的热分解得到：

3 Fe(CO)5 → Fe3(CO)12 + 3 CO
 这种方法的产率低。但是光解五羰基铁得到的不是十二羰基三铁，而是九羰基二铁。
有效合成十二羰基三铁的方法是以五羰基铁为原料的：
首先五羰基铁与有机碱反应：

3 Fe(CO)5 + (C2H5)3N + H2O → [(C2H5)3NH][HFe3(CO)11] + 3 CO + CO2
得到的金属羰基氢化物用酸氧化得到产物： 

[(C2H5)3NH][HFe3(CO)11] + HCl + CO → Fe3(CO)12 + H2 + [(C2H5)3NH]Cl
最初合成十二羰基三铁的方式是由德国无机化学家瓦尔特·希贝尔(Walter Hieber)发现的。利用二氧化锰氧化-2价的羰基铁氢化物H2Fe(CO)4得到零价的十二羰基三铁：

3 [HFe(CO)4]- + 3 MnO2 → Fe3(CO)12 + 3 OH- + 3 MnO

## 反应
和大部分金属羰基配合物一样，十二羰基三铁可发生取代反应.比如 Fe3(CO)11{P(C6H5)3}就可以通过十二羰基三铁与三苯基膦发生取代反应制得
。

## 安全性
十二羰基三铁因其是一种易挥发性、可以释放出一氧化碳的零价铁化合物而具有危险性。固体的十二羰基三铁，尤其是细碎的固体粉末和反应后残余的十二羰基三铁可以发生自燃。